# Justin Chang

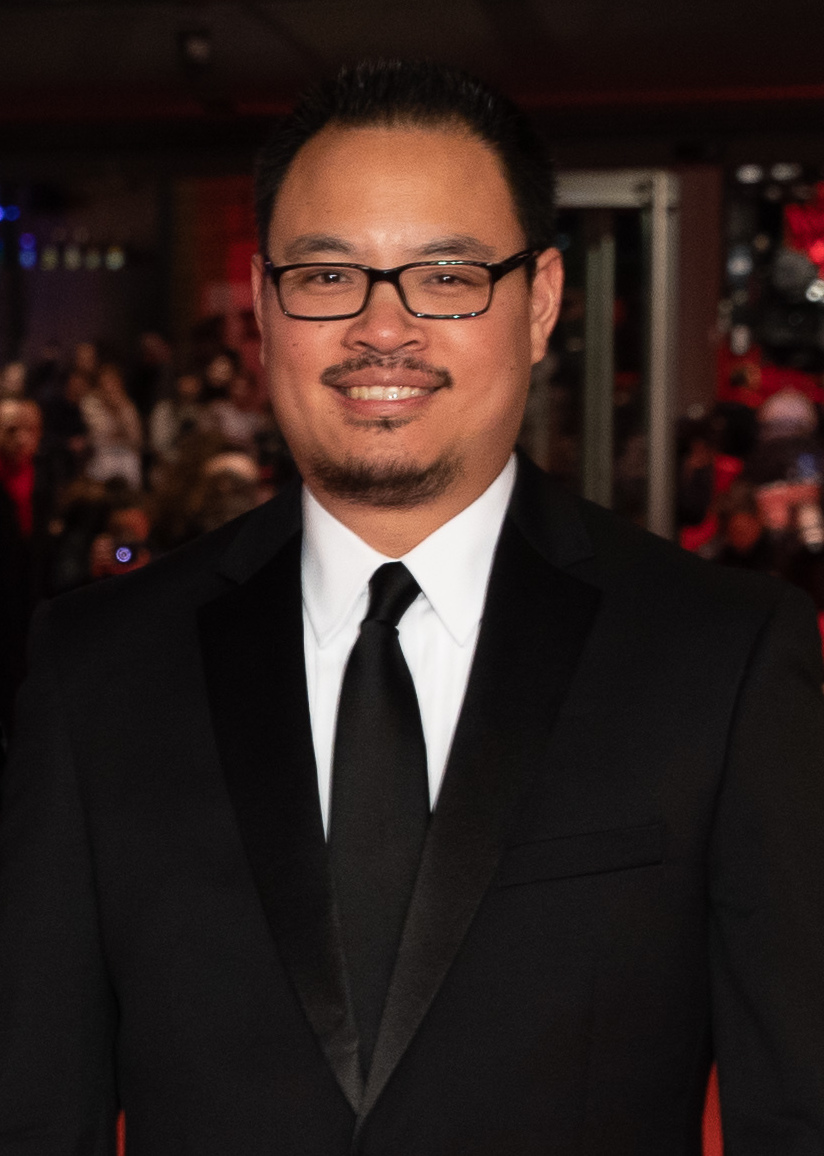
Justin Chang (2019)

Justin Choigee Chang (* 3. Januar 1983 im Los Angeles County, Kalifornien) ist ein US-amerikanischer Filmkritiker und Kolumnist der Los Angeles Times. 

## Leben
Nachdem der im Los Angeles County geborene Justin Chang sein Journalismus-Studium an der University of Southern California abgeschlossen hatte, arbeitete er ab 2004 für Variety und wurde 2010 leitender Filmkritiker für das Magazin, bevor er 2013 zum Chef-Filmkritiker befördert wurde. 2014 erhielt er den ersten Roger Ebert Award der African-American Film Critics Association. Seit 2016 ist Chang Filmkritiker der Los Angeles Times und rezensiert darüber hinaus Filme für die US-amerikanischen Radioprogramme Fresh Air und FilmWeek und für NPR. Chang veröffentlichte zudem das Buch FilmCraft: Editing. 
Er ist Mitglied und Geschäftsführer der Los Angeles Film Critics Association, Mitglied und Vorsitzender der National Society of Film Critics und in dieser Funktion US-amerikanischer Vertreter in der FIPRESCI.
Chang war bereits mehrfach Jurymitglied bei Filmfestivals, unter anderem beim South by Southwest Film Festival, in San Francisco, in Busan und in Jerusalem. Bei den Internationalen Filmfestspielen Berlin war er im Jahr 2019 Mitglied der internationalen Jury. 2024 erhielt Chang den Pulitzer-Preis/Kritik.